# Грозовська Ольга Романівна
О́льга Рома́нівна Грозо́вська (справжнє прізвище — Бо́йченко; 1885, Ізмаїл — ?) — українська співачка (меццо-сопрано). Сестра композитора Миколи Бойченка, дружина співака Івана Гриценка.

## Життєпис
Походила з родини священика Миколаївської церкви в Ізмаїлі Романа Бойченка.
Вокальну освіту здобула в Римській консерваторії (клас Антоніо Котоньї і Станіслао Фалькі). Під час навчання співала в Театрі м. Павія.
1909—1910 — солістка Оперного театру Зиміна в Москві.
1910—1911 — солістка Київської опери.
1912—1913 — співала в Харківській опері.
1911—1912, 1913—1921 — солістка Одеського оперного театру.
1921 року емігрувала до Румунії, де співала у Бухарестському королівському оперному театрі.
Працювала у Празі.
1923—1924 — солістка «Російської художньої опери» у Празі.
1925 року під час гастролей виступала на сцені Белґрадської опери.
Володіла дуже красивим і сильним голосом з особливо розвиненим нижнім регістром.
Виконувала українські народні пісні та романси.
Разом з чоловіком Іваном Гриценком 1911 року на фірмі «Екстрафон» (Київ) записала пісні «Де ти бродиш, моя доле» Степана Писаревського та «Коли розлучаються двоє».

## Партії
- Графиня («Винова краля» П. Чайковського)
- Любаша («Царева наречена» М. Римського-Корсакова)
- Кармен («Кармен» Ж. Бізе)
- Амнеріс, Азучена («Аїда», «Трубадур» Верді)
- Ульріка («Бал-маскарад» Верді, Румунський оперний театр)[4]